# Reichstagswahl 1878
- SAP: 9
- DtVP: 3
- DFP: 26
- Unabh. Lib.: 10
- NLP: 99
- DHP: 10
- Minderheiten: 30
- Z: 94
- DRP: 57
- DKP: 59

Die Ergebnisse der Reichstagswahl nach Wahlkreisen. Die Nummerierung der Wahlkreise entspricht der der Tabelle.

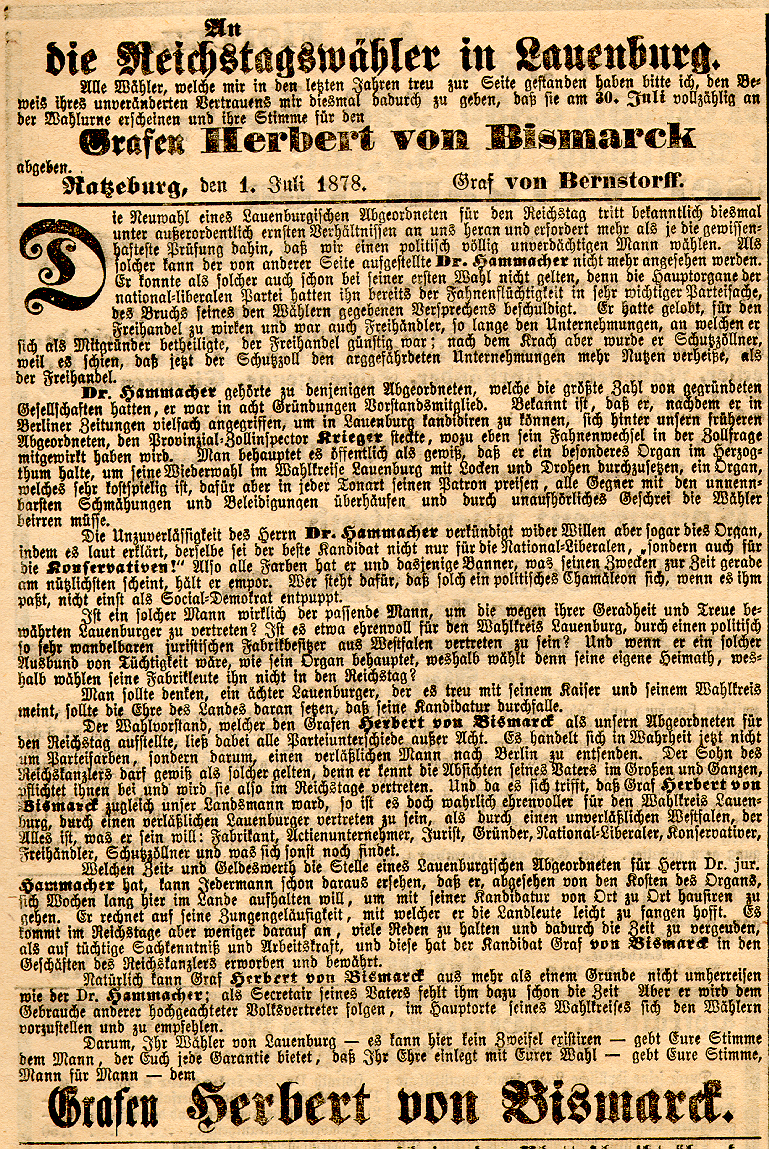
Ein Flugblatt mit Wahlwerbung für den Kandidaten Herbert von Bismarck, den Sohn des Reichskanzlers, im Wahlkreis Lauenburg/Schleswig-Holstein. Das Pamphlet richtet sich vor allem gegen den nationalliberalen Gegenkandidaten Friedrich Hammacher, der nichtsdestoweniger trotzdem den Wahlkreis gewann.

Die Reichstagswahl 1878 war die Wahl zum 4. Deutschen Reichstag. Sie fand am 30. Juli 1878 statt. Aufgrund der Umstände ist sie auch als Attentatswahl bekannt.
Die Wahlbeteiligung lag bei etwa 63,4 % (andere Quelle: 63,1 %) und damit unwesentlich höher als bei der Reichstagswahl 1877.

## Hintergrund
Nach einem fehlgeschlagenen Attentat des Arbeiters Max Hödel auf Kaiser Wilhelm I. am 11. Mai 1878 hatte Reichskanzler Otto von Bismarck ein Verbot der Sozialdemokraten gefordert. Der mehrheitlich liberale Reichstag hatte dies aus rechtsstaatlichen Erwägungen abgelehnt. Ein zweites Attentat, durchgeführt von Karl Eduard Nobiling am 2. Juni 1878, bei dem der Kaiser verletzt wurde, führte zu weiterer Aufregung in der Bevölkerung und Druck auf die gemäßigten Kräfte. Daraufhin war der Reichstag gemäß Artikel 24 der Reichsverfassung von Bundesrat und Kaiser – durchaus auf Wunsch Bismarcks – am 11. Juni aufgelöst worden. Vor allem Nationalliberale schwenkten nun ins Lager derer um, die die Sozialisten gesetzlich und polizeilich bekämpfen wollten.
Der Wahlkampf wurde um das vor allem von konservativen Kräften um Bismarck geforderte Sozialistengesetz geführt. Mit dem Berliner Kongress, der zwei Wochen vor der Wahl endete, konnte Bismarck sein Ansehen erhöhen.

## Ergebnis und folgende Entwicklungen
Die Wahl wurde eindeutig von den Konservativen gewonnen. Verlierer waren dagegen die Liberalen. Auch die Sozialdemokraten verloren Sitze.
Der vierte Reichstag stimmte dem Sozialistengesetz am 19. Oktober 1878 mit 221 zu 149 Stimmen zu. Dafür stimmten die Konservativen und Nationalliberalen, dagegen vor allem das Zentrum, die Deutsche Fortschrittspartei und die Sozialdemokraten selbst, die ihre Mandate allerdings weiter ausüben durften.
Eine wichtige Weichenstellung in der Legislaturperiode war die Einführung von Schutzzöllen, die im Juli 1879 mit den Stimmen der Konservativen und des Zentrums beschlossen wurde. Die Nationalliberale Partei war in der Frage tief gespalten und stimmte uneinheitlich ab; sowohl Vertreter des rechten als auch des linken Flügels verließen die Partei. Letztere bildeten später mit weiteren Liberalen die Liberale Vereinigung. Die liberal gesinnten preußischen Minister Adalbert Falk (am 14. Juli 1879), Karl Rudolf Friedenthal (12. Juli 1879) und Arthur Johnson Hobrecht traten zurück. Der erbitterte Widerstand der geschwächten „linksliberalen“, d. h. manchesterliberalen Parteien mit dem Wortführer Eugen Richter war schließlich vergeblich, die Abstimmung endete mit 217 zu 117 Stimmen. Die Einführung war vor allem von der Lobbygruppe Zentralverband Deutscher Industrieller gefordert worden, die sich mit den agrarischen Interessengruppen – sie beherrschten die konservativen Parteien – zum „Bündnis aus Roggen und Eisen“ zusammengeschlossen hatte und auch in Wahlkämpfe eingriff.

## Gesamtergebnis
Die Unterstützer der Politik Otto von Bismarcks, also Freikonservative, Deutschkonservative und Zentrumspartei erhielten eine Mehrheit der Sitze. Dieses neue Bündnis wurde nach dem Bruch Bismarcks mit den Nationalliberalen und der Fortschrittspartei nötig.
| Politische Richtung            | Politische Richtung            | Parteien                          | Parteien | Wählerstimmen | Wählerstimmen | Wählerstimmen | Sitze im Reichstag | Sitze im Reichstag | Sitze im Reichstag |
| ------------------------------ | ------------------------------ | --------------------------------- | -------- | ------------- | ------------- | ------------- | ------------------ | ------------------ | ------------------ |
| Politische Richtung            | Politische Richtung            | Parteien                          | Parteien | in Mio.       | Anteil        | ggüb. 1877    | absolut            | Anteil             | ggüb. 1877         |
| Konservative                   | Konservative                   | Deutschkonservative Partei (DKP)  |          | 0,749         | 13,0 %        | +3,3 %        | 59                 | 14,9 %             | +19 ▲              |
| Konservative                   | Konservative                   | Deutsche Reichspartei (DRP)       |          | 0,786         | 13,6 %        | +5,7 %        | 57                 | 14,4 %             | +19 ▲              |
| Liberale                       | Rechts-                        | Nationalliberale Partei (NLP)     |          | 1,331         | 23,1 %        | −4,1 %        | 99                 | 24,9 %             | −29 ▼              |
| Liberale                       |                                | Unabhängige Liberale              |          | 0,156         | 2,7 %         | +0,2 %        | 10                 | 2,5 %              | −3 ▼               |
| Liberale                       | Links-                         | Deutsche Fortschrittspartei (DFP) |          | 0,385         | 6,7 %         | −1,0 %        | 26                 | 6,6 %              | −9 ▼               |
| Liberale                       | Links-                         | Deutsche Volkspartei (DtVP)       |          | 0,066         | 1,1 %         | +0,3 %        | 3                  | 0,8 %              | −1 ▼               |
| Katholiken                     | Katholiken                     | Zentrumspartei                    |          | 1,328         | 23,1 %        | −1,7 %        | 94                 | 23,7 %             | +1 ▲               |
| Sozialisten                    | Sozialisten                    | Sozialdemokraten (SAP)            |          | 0,437         | 7,6 %         | −1,5 %        | 9                  | 2,3 %              | −3 ▼               |
| Regionalparteien, Minderheiten | Regionalparteien, Minderheiten | Deutsch-Hannoversche Partei (DHP) |          | 0,100         | 1,7 %         | +0,1 %        | 10                 | 2,5 %              | +6 ▲               |
| Regionalparteien, Minderheiten | Regionalparteien, Minderheiten | Polen                             |          | 0,210         | 3,6 %         | −0,4 %        | 14                 | 3,5 %              | ±0 ▬               |
| Regionalparteien, Minderheiten | Regionalparteien, Minderheiten | Dänen                             |          | 0,018         | 0,3 %         | −0,1 %        | 1                  | 0,3 %              | ±0 ▬               |
| Regionalparteien, Minderheiten | Regionalparteien, Minderheiten | Elsaß-Lothringer                  |          | 0,179         | 3,1 %         | −0,6 %        | 15                 | 3,8 %              | ±0 ▬               |
|                                |                                | Sonstige                          |          | 0,015         | 0,3 %         | −0,1 %        | -                  | -                  | ±0 ▬               |
| Gesamt                         | Gesamt                         | Gesamt                            | Gesamt   | 5,761         | 100 %         |               | 397                | 100 %              |                    |

## Gewählte Abgeordnete nach Wahlkreisen
In jedem der insgesamt 397 Wahlkreise wurde nach absolutem Mehrheitswahlrecht ein Abgeordneter gewählt. Wenn kein Kandidat im ersten Wahlgang die absolute Mehrheit erreichte, wurde eine Stichwahl zwischen den beiden bestplatzierten Kandidaten durchgeführt. In den folgenden Tabellen werden die Wahlkreissieger und ihre im amtlichen Endergebnis genannte Parteistellung angegeben.

### Preußen
| Königreich Preußen                                    | Königreich Preußen                                                                  | Königreich Preußen                               | Königreich Preußen                               | Königreich Preußen                               |
| Provinz Ostpreußen – Regierungsbezirk Königsberg      | Provinz Ostpreußen – Regierungsbezirk Königsberg                                    | Provinz Ostpreußen – Regierungsbezirk Königsberg | Provinz Ostpreußen – Regierungsbezirk Königsberg | Provinz Ostpreußen – Regierungsbezirk Königsberg |
| ----------------------------------------------------- | ----------------------------------------------------------------------------------- | ------------------------------------------------ | ------------------------------------------------ | ------------------------------------------------ |
| 1                                                     | Memel, Heydekrug                                                                    | Helmuth Karl Bernhard von Moltke                 | DKP                                              |                                                  |
| 2                                                     | Labiau, Wehlau                                                                      | Hermann von Knobloch                             | DKP                                              |                                                  |
| 3                                                     | Königsberg-Stadt                                                                    | Otto Stellter                                    | DRP                                              |                                                  |
| 4                                                     | Fischhausen, Königsberg-Land                                                        | Otto Tortilowicz von Batocki                     | DKP                                              |                                                  |
| 5                                                     | Heiligenbeil, Preußisch-Eylau                                                       | Alfred von Tettau                                | DKP                                              |                                                  |
| 6                                                     | Braunsberg, Heilsberg                                                               | Anton Pohlmann                                   | Zentrum                                          |                                                  |
| 7                                                     | Preußisch-Holland, Mohrungen                                                        | Rudolph Wichmann                                 | DKP                                              |                                                  |
| 8                                                     | Osterode i. Opr., Neidenburg                                                        | Leo Becker                                       | DRP                                              |                                                  |
| 9                                                     | Allenstein, Rößel                                                                   | Rudolph Borowski                                 | Zentrum                                          |                                                  |
| 10                                                    | Rastenburg, Friedland, Gerdauen                                                     | Udo zu Stolberg-Wernigerode                      | DKP                                              |                                                  |
| Provinz Ostpreußen – Regierungsbezirk Gumbinnen       |                                                                                     |                                                  |                                                  |                                                  |
| 1                                                     | Tilsit, Niederung                                                                   | Albrecht von Schlieckmann                        | DKP                                              |                                                  |
| 2                                                     | Ragnit, Pillkallen                                                                  | Hermann Schmalz                                  | DKP                                              |                                                  |
| 3                                                     | Gumbinnen, Insterburg                                                               | Otto Saro                                        | DKP                                              |                                                  |
| 4                                                     | Stallupönen, Goldap, Darkehmen                                                      | Gustav von Goßler                                | DKP                                              |                                                  |
| 5                                                     | Angerburg, Lötzen                                                                   | Ludwig von Staudy                                | DKP                                              |                                                  |
| 6                                                     | Oletzko, Lyck, Johannisburg                                                         | William von Simpson-Georgenbuch                  | DKP                                              |                                                  |
| 7                                                     | Sensburg, Ortelsburg                                                                | Julius von Mirbach                               | DKP                                              |                                                  |
| Provinz Westpreußen – Regierungsbezirk Danzig         |                                                                                     |                                                  |                                                  |                                                  |
| 1                                                     | Marienburg, Elbing                                                                  | Wilhelm von Minnigerode                          | DKP                                              |                                                  |
| 2                                                     | Danzig Land                                                                         | Joseph Michalski                                 | Zentrum                                          |                                                  |
| 3                                                     | Danzig Stadt                                                                        | Heinrich Rickert                                 | NLP                                              |                                                  |
| 4                                                     | Neustadt (Westpr.), Putzig, Karthaus                                                | Anton von Kalkstein                              | Pole                                             |                                                  |
| 5                                                     | Berent, Preußisch Stargard, Dirschau                                                | Adam von Sierakowski                             | Pole                                             |                                                  |
| Provinz Westpreußen – Regierungsbezirk Marienwerder   |                                                                                     |                                                  |                                                  |                                                  |
| 1                                                     | Marienwerder, Stuhm                                                                 | Rudolph von Buddenbrock                          | DRP                                              |                                                  |
| 2                                                     | Rosenberg (Westpr.), Löbau                                                          | Rodrigo zu Dohna-Finckenstein                    | DKP                                              |                                                  |
| 3                                                     | Graudenz, Strasburg (Westpr.)                                                       | Hugo Bieler                                      | NLP                                              |                                                  |
| 4                                                     | Thorn, Kulm, Briesen                                                                | Michael von Sczaniecki                           | Pole                                             |                                                  |
| 5                                                     | Schwetz                                                                             | Franz August von Gordon                          | DKP                                              |                                                  |
| 6                                                     | Konitz, Tuchel                                                                      | Leon von Czarlinski                              | Pole                                             |                                                  |
| 7                                                     | Schlochau, Flatow                                                                   | Adalbert von Flottwell                           | DKP                                              |                                                  |
| 8                                                     | Deutsch-Krone                                                                       | Theodor zu Stolberg-Wernigerode                  | DKP                                              |                                                  |
| Berlin                                                |                                                                                     |                                                  |                                                  |                                                  |
| 1                                                     | Alt-Berlin, Cölln, Friedrichswerder, Dorotheenstadt, Friedrichstadt-Nord            | Ludwig Loewe                                     | DFP                                              |                                                  |
| 2                                                     | Schöneberger Vorstadt, Friedrichsvorstadt, Tempelhofer Vorstadt, Friedrichstadt-Süd | Adolph Hoffmann                                  | DFP                                              |                                                  |
| 3                                                     | Luisenstadt diesseits des Kanals, Neu-Cölln                                         | Kurt von Saucken-Tarputschen                     | DFP                                              |                                                  |
| 4                                                     | Luisenstadt jenseits des Kanals, Stralauer Vorstadt, Königsstadt-Ost                | Friedrich Wilhelm Fritzsche                      | SAP                                              |                                                  |
| 5                                                     | Spandauer Vorstadt, Friedrich-Wilhelm-Stadt, Königsstadt-West                       | Eduard Zimmermann                                | DFP                                              |                                                  |
| 6                                                     | Wedding, Gesundbrunnen, Moabit, Oranienburger Vorstadt, Rosenthaler Vorstadt        | Moritz Klotz                                     | DFP                                              |                                                  |
| Provinz Brandenburg – Regierungsbezirk Potsdam        |                                                                                     |                                                  |                                                  |                                                  |
| 1                                                     | Westprignitz                                                                        | Gustav von Jagow                                 | DKP                                              |                                                  |
| 2                                                     | Ostprignitz                                                                         | Hermann von Graevenitz                           | DRP                                              |                                                  |
| 3                                                     | Ruppin, Templin                                                                     | Adolf von Arnim-Boitzenburg                      | DRP                                              |                                                  |
| 4                                                     | Prenzlau, Angermünde                                                                | Friedrich von Wedell-Malchow                     | DKP                                              |                                                  |
| 5                                                     | Oberbarnim                                                                          | Felix von Bethmann-Hollweg                       | DRP                                              |                                                  |
| 6                                                     | Niederbarnim, Lichtenberg                                                           | Emanuel Mendel                                   | DFP                                              |                                                  |
| 7                                                     | Potsdam, Osthavelland, Spandau                                                      | Emanuel Wulfshein                                | DFP                                              |                                                  |
| 8                                                     | Brandenburg an der Havel, Westhavelland                                             | Wolf von Bredow                                  | DKP                                              |                                                  |
| 9                                                     | Zauch-Belzig, Jüterbog-Luckenwalde                                                  | Hugo Hermes                                      | DFP                                              |                                                  |
| 10                                                    | Teltow, Beeskow-Storkow                                                             | Ferdinand Wöllmer                                | DFP                                              |                                                  |
| Provinz Brandenburg – Regierungsbezirk Frankfurt      |                                                                                     |                                                  |                                                  |                                                  |
| 1                                                     | Arnswalde, Friedeberg                                                               | Paul von Brand                                   | DKP                                              |                                                  |
| 2                                                     | Landsberg (Warthe), Soldin                                                          | Rudolph Anton Lucas von Cranach                  | DKP                                              |                                                  |
| 3                                                     | Königsberg (Neumark)                                                                | Albert von Levetzow                              | DKP                                              |                                                  |
| 4                                                     | Frankfurt (Oder), Lebus                                                             | Gerhard Struve                                   | NLP                                              |                                                  |
| 5                                                     | Oststernberg, Weststernberg                                                         | Karl von Waldow und Reitzenstein                 | DKP                                              |                                                  |
| 6                                                     | Züllichau-Schwiebus, Crossen                                                        | Otto Uhden                                       | DKP                                              |                                                  |
| 7                                                     | Guben, Lübben                                                                       | Jesco von Puttkamer                              | DKP                                              |                                                  |
| 8                                                     | Sorau, Forst                                                                        | Anton Schön                                      | DRP                                              |                                                  |
| 9                                                     | Cottbus, Spremberg                                                                  | Karl von Bärensprung                             | DKP                                              |                                                  |
| 10                                                    | Calau, Luckau                                                                       | Otto von Manteuffel                              | DKP                                              |                                                  |
| Provinz Pommern – Regierungsbezirk Stettin            |                                                                                     |                                                  |                                                  |                                                  |
| 1                                                     | Demmin, Anklam                                                                      | Helmuth von Maltzahn                             | DKP                                              |                                                  |
| 2                                                     | Ueckermünde, Usedom-Wollin                                                          | Oswald von Rittberg                              | DKP                                              |                                                  |
| 3                                                     | Randow, Greifenhagen                                                                | Alexander von der Osten                          | DKP                                              |                                                  |
| 4                                                     | Stettin                                                                             | Albert Schlutow                                  | NLP                                              |                                                  |
| 5                                                     | Pyritz, Saatzig                                                                     | Wilhelm von Schöning                             | DKP                                              |                                                  |
| 6                                                     | Naugard, Regenwalde                                                                 | Friedrich Wilhelm von Flügge                     | DKP                                              |                                                  |
| 7                                                     | Greifenberg, Kammin                                                                 | Carl von Woedtke                                 | DKP                                              |                                                  |
| Provinz Pommern – Regierungsbezirk Köslin             |                                                                                     |                                                  |                                                  |                                                  |
| 1                                                     | Stolp, Lauenburg in Pommern                                                         | Nicolai von Below                                | DKP                                              |                                                  |
| 2                                                     | Bütow, Rummelsburg, Schlawe                                                         | Waldemar von Puttkamer-Kolziglow                 | DKP                                              |                                                  |
| 3                                                     | Köslin, Kolberg-Körlin, Bublitz                                                     | August von Gerlach                               | DKP                                              |                                                  |
| 4                                                     | Belgard, Schivelbein, Dramburg                                                      | Conrad von Kleist                                | DKP                                              |                                                  |
| 5                                                     | Neustettin                                                                          | Hermann von Busse                                | DKP                                              |                                                  |
| Provinz Pommern – Regierungsbezirk Stralsund          |                                                                                     |                                                  |                                                  |                                                  |
| 1                                                     | Rügen, Stralsund, Franzburg                                                         | Friedrich von Behr                               | DRP                                              |                                                  |
| 2                                                     | Greifswald, Grimmen                                                                 | Carl von Behr                                    | DRP                                              |                                                  |
| Provinz Posen – Regierungsbezirk Posen                |                                                                                     |                                                  |                                                  |                                                  |
| 1                                                     | Posen                                                                               | Hippolyt von Turno                               | Pole                                             |                                                  |
| 2                                                     | Samter, Birnbaum, Obornik, Schwerin (Warthe)                                        | Stephan von Kwilecki                             | Pole                                             |                                                  |
| 3                                                     | Meseritz, Bomst                                                                     | Hans Wilhelm von Unruhe-Bomst                    | DRP                                              |                                                  |
| 4                                                     | Buk, Schmiegel, Kosten                                                              | Theophil Magdzinski                              | Pole                                             |                                                  |
| 5                                                     | Kröben                                                                              | Roman Prinz Czartoryski                          | Pole                                             |                                                  |
| 6                                                     | Fraustadt, Lissa                                                                    | Maximilian von Puttkamer                         | NLP                                              |                                                  |
| 7                                                     | Schrimm, Schroda                                                                    | Roman von Komierowski                            | Pole                                             |                                                  |
| 8                                                     | Wreschen, Pleschen, Jarotschin                                                      | Stefan von Zoltowski                             | Pole                                             |                                                  |
| 9                                                     | Krotoschin, Koschmin                                                                | Ludwig von Jazdzewski                            | Pole                                             |                                                  |
| 10                                                    | Adelnau, Schildberg, Ostrowo, Kempen in Posen                                       | Ferdinand von Radziwill                          | Pole                                             |                                                  |
| Provinz Posen – Regierungsbezirk Bromberg             |                                                                                     |                                                  |                                                  |                                                  |
| 1                                                     | Czarnikau, Filehne, Kolmar in Posen                                                 | Axel von Colmar                                  | DKP                                              |                                                  |
| 2                                                     | Wirsitz, Schubin, Znin                                                              | Theodor von Bethmann Hollweg                     | DRP                                              |                                                  |
| 3                                                     | Bromberg                                                                            | Friedrich von Schenck                            | DKP                                              |                                                  |
| 4                                                     | Inowrazlaw, Mogilno, Strelno                                                        | Stanislaus von Kurnatowski                       | Pole                                             |                                                  |
| 5                                                     | Gnesen, Wongrowitz, Witkowo                                                         | Władysław Niegolewski                            | Pole                                             |                                                  |
| Provinz Schlesien – Regierungsbezirk Breslau          |                                                                                     |                                                  |                                                  |                                                  |
| 1                                                     | Guhrau, Steinau, Wohlau                                                             | Friedrich von Ravenstein                         | DKP                                              |                                                  |
| 2                                                     | Militsch, Trebnitz                                                                  | Hermann von Hatzfeldt                            | DRP                                              |                                                  |
| 3                                                     | Groß Wartenberg, Oels                                                               | Wilhelm von Kardorff                             | DRP                                              |                                                  |
| 4                                                     | Namslau, Brieg                                                                      | Albert Nitschke                                  | NLP                                              |                                                  |
| 5                                                     | Ohlau, Strehlen, Nimptsch                                                           | Fred von Frankenberg-Ludwigsdorf                 | DRP                                              |                                                  |
| 6                                                     | Breslau-Ost                                                                         | Klaas Peter Reinders                             | SAP                                              |                                                  |
| 7                                                     | Breslau-West                                                                        | Heinrich Bürgers                                 | DFP                                              |                                                  |
| 8                                                     | Neumarkt, Breslau-Land                                                              | Victor I. Herzog von Ratibor                     | DRP                                              |                                                  |
| 9                                                     | Striegau, Schweidnitz                                                               | Ernst Witte                                      | NLP                                              |                                                  |
| 10                                                    | Waldenburg                                                                          | Hans von Pleß                                    | DRP                                              |                                                  |
| 11                                                    | Reichenbach, Neurode                                                                | Karl Rudolf Friedenthal                          | DRP                                              |                                                  |
| 12                                                    | Glatz, Habelschwerdt                                                                | Robert von Ludwig                                | Zentrum                                          |                                                  |
| 13                                                    | Frankenstein, Münsterberg                                                           | Johann von Harbuval-Chamaré-Stolz                | Zentrum                                          |                                                  |
| Provinz Schlesien – Regierungsbezirk Oppeln           |                                                                                     |                                                  |                                                  |                                                  |
| 1                                                     | Kreuzburg, Rosenberg O.S.                                                           | Eduard Georg von Bethusy-Huc                     | DRP                                              |                                                  |
| 2                                                     | Oppeln                                                                              | Franz von Ballestrem                             | Zentrum                                          |                                                  |
| 3                                                     | Groß Strehlitz, Kosel                                                               | Adolph Franz                                     | Zentrum                                          |                                                  |
| 4                                                     | Lublinitz, Tost-Gleiwitz                                                            | Alexander von Schalscha                          | Zentrum                                          |                                                  |
| 5                                                     | Beuthen, Tarnowitz                                                                  | Edmund Prinz von Radziwill                       | Zentrum                                          |                                                  |
| 6                                                     | Kattowitz, Zabrze                                                                   | Karl Richter                                     | DRP                                              |                                                  |
| 7                                                     | Pleß, Rybnik                                                                        | Eduard Müller                                    | Zentrum                                          |                                                  |
| 8                                                     | Ratibor                                                                             | Gustav von Saurma-Jeltsch                        | Zentrum                                          |                                                  |
| 9                                                     | Leobschütz                                                                          | Julius Cäsar von Nayhauß-Cormons                 | Zentrum                                          |                                                  |
| 10                                                    | Neustadt O.S.                                                                       | Friedrich zu Stolberg-Stolberg                   | Zentrum                                          |                                                  |
| 11                                                    | Falkenberg O.S., Grottkau                                                           | Friedrich von Praschma                           | Zentrum                                          |                                                  |
| 12                                                    | Neisse                                                                              | Albert Horn                                      | Zentrum                                          |                                                  |
| Provinz Schlesien – Regierungsbezirk Liegnitz         |                                                                                     |                                                  |                                                  |                                                  |
| 1                                                     | Grünberg, Freystadt                                                                 | Karl zu Carolath-Beuthen                         | DRP                                              |                                                  |
| 2                                                     | Sagan, Sprottau                                                                     | Julius Reinecke                                  | NLP                                              |                                                  |
| 3                                                     | Glogau                                                                              | Carl Braun                                       | NLP                                              |                                                  |
| 4                                                     | Lüben, Bunzlau                                                                      | Adalbert Falk                                    | DRP                                              |                                                  |
| 5                                                     | Löwenberg                                                                           | Robert von Puttkamer                             | DKP                                              |                                                  |
| 6                                                     | Liegnitz, Goldberg-Haynau                                                           | Heinrich Werner                                  | NLP                                              |                                                  |
| 7                                                     | Landeshut, Jauer, Bolkenhain                                                        | Rudolf von Gneist                                | NLP                                              |                                                  |
| 8                                                     | Schönau, Hirschberg                                                                 | Georg von Bunsen                                 | NLP                                              |                                                  |
| 9                                                     | Görlitz, Lauban                                                                     | Erwin Lüders                                     | NLP                                              |                                                  |
| 10                                                    | Rothenburg (Oberlausitz), Hoyerswerda                                               | Otto Theodor von Seydewitz                       | DKP                                              |                                                  |
| Provinz Sachsen – Regierungsbezirk Magdeburg          |                                                                                     |                                                  |                                                  |                                                  |
| 1                                                     | Salzwedel, Gardelegen                                                               | Eduard von Schenck                               | DRP                                              |                                                  |
| 2                                                     | Stendal, Osterburg                                                                  | Hermann von Lüderitz                             | DKP                                              |                                                  |
| 3                                                     | Jerichow I, Jerichow II                                                             | Gustav von Bonin                                 | Unabh. Liberaler                                 |                                                  |
| 4                                                     | Magdeburg                                                                           | Hans Victor von Unruh                            | NLP                                              |                                                  |
| 5                                                     | Neuhaldensleben, Wolmirstedt                                                        | Max von Forckenbeck                              | NLP                                              |                                                  |
| 6                                                     | Wanzleben                                                                           | Robert von Benda                                 | NLP                                              |                                                  |
| 7                                                     | Aschersleben, Quedlinburg, Calbe an der Saale                                       | Wilhelm Trautmann                                | NLP                                              |                                                  |
| 8                                                     | Halberstadt, Oschersleben, Wernigerode                                              | August von Bernuth                               | NLP                                              |                                                  |
| Provinz Sachsen – Regierungsbezirk Merseburg          |                                                                                     |                                                  |                                                  |                                                  |
| 1                                                     | Liebenwerda, Torgau                                                                 | Justus Clauswitz                                 | DRP                                              |                                                  |
| 2                                                     | Schweinitz, Wittenberg                                                              | Otto von Helldorff                               | DKP                                              |                                                  |
| 3                                                     | Bitterfeld, Delitzsch                                                               | Carl Gustav Thilo                                | DRP                                              |                                                  |
| 4                                                     | Halle (Saale), Saalkreis                                                            | Alfred Boretius                                  | NLP                                              |                                                  |
| 5                                                     | Mansfelder Seekreis, Mansfelder Gebirgskreis                                        | Wilhelm von Neumann                              | DRP                                              |                                                  |
| 6                                                     | Sangerhausen, Eckartsberga                                                          | Friedrich Hermann Müller                         | NLP                                              |                                                  |
| 7                                                     | Querfurt, Merseburg                                                                 | Julius von Helldorff-Runstedt                    | DRP                                              |                                                  |
| 8                                                     | Naumburg, Weißenfels, Zeitz                                                         | Edmund von Flemming                              | NLP                                              |                                                  |
| Provinz Sachsen – Regierungsbezirk Erfurt             |                                                                                     |                                                  |                                                  |                                                  |
| 1                                                     | Nordhausen, Hohenstein                                                              | Ludwig Albert Jaeger                             | NLP                                              |                                                  |
| 2                                                     | Heiligenstadt, Worbis                                                               | Eduard Strecker                                  | Zentrum                                          |                                                  |
| 3                                                     | Mühlhausen, Langensalza, Weißensee                                                  | Wilhelm von Bismarck                             | DRP                                              |                                                  |
| 4                                                     | Erfurt, Schleusingen, Ziegenrück                                                    | Robert Lucius                                    | DRP                                              |                                                  |
| Provinz Schleswig-Holstein                            |                                                                                     |                                                  |                                                  |                                                  |
| 1                                                     | Hadersleben, Sonderburg                                                             | Hans Krüger                                      | Däne                                             |                                                  |
| 2                                                     | Apenrade, Flensburg                                                                 | Karl Heinrich von Boetticher                     | DRP                                              |                                                  |
| 3                                                     | Schleswig, Eckernförde                                                              | Heinrich Adolph Meyer                            | DFP                                              |                                                  |
| 4                                                     | Tondern, Husum, Eiderstedt                                                          | Hans Heinrich Wachs                              | NLP                                              |                                                  |
| 5                                                     | Dithmarschen, Steinburg                                                             | Samuel Heinrich Hall                             | NLP                                              |                                                  |
| 6                                                     | Pinneberg, Segeberg                                                                 | Georg Beseler                                    | NLP                                              |                                                  |
| 7                                                     | Kiel, Rendsburg                                                                     | Albert Hänel                                     | DFP                                              |                                                  |
| 8                                                     | Altona, Stormarn                                                                    | Gustav Karsten                                   | DFP                                              |                                                  |
| 9                                                     | Oldenburg in Holstein, Plön                                                         | Conrad von Holstein                              | DKP                                              |                                                  |
| 10                                                    | Herzogtum Lauenburg                                                                 | Friedrich Hammacher                              | NLP                                              |                                                  |
| Provinz Hannover                                      |                                                                                     |                                                  |                                                  |                                                  |
| 1                                                     | Emden, Norden, Weener                                                               | Jan ten Doornkaat Koolman                        | NLP                                              |                                                  |
| 2                                                     | Aurich, Wittmund, Leer                                                              | Edo Peterssen                                    | NLP                                              |                                                  |
| 3                                                     | Meppen, Lingen, Bentheim, Aschendorf, Hümmling                                      | Ludwig Windthorst                                | Zentrum                                          |                                                  |
| 4                                                     | Osnabrück, Bersenbrück, Iburg                                                       | Karl von Müller                                  | DHP                                              |                                                  |
| 5                                                     | Melle, Diepholz, Wittlage, Sulingen, Stolzenau                                      | Werner von Arnswaldt                             | DHP                                              |                                                  |
| 6                                                     | Syke, Verden                                                                        | Louis Victor Stegemann                           | NLP                                              |                                                  |
| 7                                                     | Nienburg, Neustadt am Rübenberge, Fallingbostel                                     | Carl Ferdinand Nieper                            | DHP                                              |                                                  |
| 8                                                     | Hannover                                                                            | Ludwig Brüel                                     | DHP                                              |                                                  |
| 9                                                     | Hameln, Linden, Springe                                                             | Ernst Ludwig von Lenthe                          | DHP                                              |                                                  |
| 10                                                    | Hildesheim, Marienburg, Alfeld (Leine), Gronau                                      | Hermann Roemer                                   | NLP                                              |                                                  |
| 11                                                    | Einbeck, Northeim, Osterode am Harz, Uslar                                          | Victor von Alten                                 | DHP                                              |                                                  |
| 12                                                    | Göttingen, Duderstadt, Münden                                                       | Reinhard von Adelebsen                           | DHP                                              |                                                  |
| 13                                                    | Goslar, Zellerfeld, Ilfeld                                                          | August List                                      | NLP                                              |                                                  |
| 14                                                    | Gifhorn, Celle, Peine, Burgdorf                                                     | Colin von Halkett                                | DHP                                              |                                                  |
| 15                                                    | Lüchow, Uelzen, Dannenberg, Bleckede                                                | Bechtold von Bernstorff                          | DHP                                              |                                                  |
| 16                                                    | Lüneburg, Soltau, Winsen (Luhe)                                                     | Erich von Reden                                  | NLP                                              |                                                  |
| 17                                                    | Harburg, Rotenburg in Hannover, Zeven                                               | Adolf von Grote                                  | DHP                                              |                                                  |
| 18                                                    | Stade, Geestemünde, Bremervörde, Osterholz                                          | Wilhelm Laporte                                  | NLP                                              |                                                  |
| 19                                                    | Neuhaus (Oste), Hadeln, Lehe, Kehdingen, Jork                                       | Rudolf von Bennigsen                             | NLP                                              |                                                  |
| Provinz Westfalen – Regierungsbezirk Münster          |                                                                                     |                                                  |                                                  |                                                  |
| 1                                                     | Tecklenburg, Steinfurt, Ahaus                                                       | Burghard von Schorlemer-Alst                     | Zentrum                                          |                                                  |
| 2                                                     | Münster, Coesfeld                                                                   | Clemens Heereman von Zuydwyck                    | Zentrum                                          |                                                  |
| 3                                                     | Borken, Recklinghausen                                                              | Julius von Bönninghausen                         | Zentrum                                          |                                                  |
| 4                                                     | Lüdinghausen, Beckum, Warendorf                                                     | Ignatz von Landsberg-Velen und Steinfurt         | Zentrum                                          |                                                  |
| Provinz Westfalen – Regierungsbezirk Minden           |                                                                                     |                                                  |                                                  |                                                  |
| 1                                                     | Minden, Lübbecke                                                                    | Otto Süs                                         | DRP                                              |                                                  |
| 2                                                     | Herford, Halle (Westfalen)                                                          | Hans Hugo von Kleist-Retzow                      | DKP                                              |                                                  |
| 3                                                     | Bielefeld, Wiedenbrück                                                              | Heinrich Eugen Marcard                           | DKP                                              |                                                  |
| 4                                                     | Paderborn, Büren                                                                    | Hermann von und zu Brenken                       | Zentrum                                          |                                                  |
| 5                                                     | Höxter, Warburg                                                                     | Carl von Wendt-Papenhausen                       | Zentrum                                          |                                                  |
| Provinz Westfalen – Regierungsbezirk Arnsberg         |                                                                                     |                                                  |                                                  |                                                  |
| 1                                                     | Wittgenstein, Siegen, Biedenkopf                                                    | Adolf Kreutz                                     | Unabh. Liberaler                                 |                                                  |
| 2                                                     | Olpe, Arnsberg, Meschede                                                            | Peter Reichensperger                             | Zentrum                                          |                                                  |
| 3                                                     | Altena, Iserlohn, Lüdenscheid                                                       | Heinrich Schlieper                               | NLP                                              |                                                  |
| 4                                                     | Hagen, Schwelm, Witten                                                              | Eugen Richter                                    | DFP                                              |                                                  |
| 5                                                     | Bochum, Gelsenkirchen, Hattingen, Herne                                             | Wilhelm Loewe                                    | Unabh. Liberaler                                 |                                                  |
| 6                                                     | Dortmund, Hörde                                                                     | Louis Constanz Berger                            | Unabh. Liberaler                                 |                                                  |
| 7                                                     | Hamm, Soest                                                                         | Florens von Bockum-Dolffs                        | Unabh. Liberaler                                 |                                                  |
| 8                                                     | Lippstadt, Brilon                                                                   | Theodor Schroeder                                | Zentrum                                          |                                                  |
| Provinz Hessen-Nassau – Regierungsbezirk Wiesbaden    |                                                                                     |                                                  |                                                  |                                                  |
| 1                                                     | Obertaunus, Höchst, Usingen                                                         | Adolf Brüning                                    | NLP                                              |                                                  |
| 2                                                     | Wiesbaden, Rheingau, Untertaunus                                                    | Hermann Schulze-Delitzsch                        | DFP                                              |                                                  |
| 3                                                     | St. Goarshausen, Unterwesterwald                                                    | Ernst Lieber                                     | Zentrum                                          |                                                  |
| 4                                                     | Limburg, Oberlahnkreis, Unterlahnkreis                                              | Hubert Hilf                                      | DFP                                              |                                                  |
| 5                                                     | Dillkreis, Oberwesterwald                                                           | Georg Thilenius                                  | NLP                                              |                                                  |
| 6                                                     | Frankfurt am Main                                                                   | Leopold Sonnemann                                | DtVP                                             |                                                  |
| Provinz Hessen-Nassau – Regierungsbezirk Kassel       |                                                                                     |                                                  |                                                  |                                                  |
| 1                                                     | Rinteln, Hofgeismar, Wolfhagen                                                      | Friedrich Oetker                                 | NLP                                              |                                                  |
| 2                                                     | Kassel, Melsungen                                                                   | Otto Bähr                                        | NLP                                              |                                                  |
| 3                                                     | Fritzlar, Homberg, Ziegenhain                                                       | Wilhelm Wehrenpfennig                            | NLP                                              |                                                  |
| 4                                                     | Eschwege, Schmalkalden, Witzenhausen                                                | Richard Harnier                                  | NLP                                              |                                                  |
| 5                                                     | Marburg, Frankenberg, Kirchhain                                                     | August von Ende                                  | DRP                                              |                                                  |
| 6                                                     | Hersfeld, Rotenburg (Fulda), Hünfeld                                                | Georg Hermann Braun                              | DRP                                              |                                                  |
| 7                                                     | Fulda, Schlüchtern, Gersfeld                                                        | Franz Herrlein                                   | Zentrum                                          |                                                  |
| 8                                                     | Hanau, Gelnhausen                                                                   | Hermann Weigel                                   | NLP                                              |                                                  |
| Rheinprovinz – Regierungsbezirk Köln                  |                                                                                     |                                                  |                                                  |                                                  |
| 1                                                     | Köln-Stadt                                                                          | Eduard Schenk                                    | Zentrum                                          |                                                  |
| 2                                                     | Köln-Land                                                                           | Clemens Menken                                   | Zentrum                                          |                                                  |
| 3                                                     | Bergheim (Erft), Euskirchen                                                         | Wilhelm Rudolphi                                 | Zentrum                                          |                                                  |
| 4                                                     | Rheinbach, Bonn                                                                     | Eugen von Kesseler                               | Zentrum                                          |                                                  |
| 5                                                     | Siegkreis, Waldbröl                                                                 | Joseph Lingens                                   | Zentrum                                          |                                                  |
| 6                                                     | Mülheim am Rhein, Gummersbach, Wipperfürth                                          | Constantin Hamm                                  | Zentrum                                          |                                                  |
| Rheinprovinz – Regierungsbezirk Düsseldorf            |                                                                                     |                                                  |                                                  |                                                  |
| 1                                                     | Remscheid, Lennep, Mettmann                                                         | Ernst Vowinckel                                  | DRP                                              |                                                  |
| 2                                                     | Elberfeld, Barmen                                                                   | Wilhelm Hasselmann                               | SAP                                              |                                                  |
| 3                                                     | Solingen                                                                            | Karl Friedrich Melbeck                           | DRP                                              |                                                  |
| 4                                                     | Düsseldorf                                                                          | Josef Bernards                                   | Zentrum                                          |                                                  |
| 5                                                     | Essen                                                                               | Gerhard Stötzel                                  | Zentrum                                          |                                                  |
| 6                                                     | Duisburg, Mülheim an der Ruhr, Ruhrort, Oberhausen                                  | Johann Friedrich von Schulte                     | NLP                                              |                                                  |
| 7                                                     | Moers, Rees                                                                         | Heinrich Grütering                               | Zentrum                                          |                                                  |
| 8                                                     | Kleve, Geldern                                                                      | Clemens Perger                                   | Zentrum                                          |                                                  |
| 9                                                     | Kempen                                                                              | Hugo Pfafferott                                  | Zentrum                                          |                                                  |
| 10                                                    | Gladbach                                                                            | Friedrich von Kehler                             | Zentrum                                          |                                                  |
| 11                                                    | Krefeld                                                                             | August Reichensperger                            | Zentrum                                          |                                                  |
| 12                                                    | Neuss, Grevenbroich                                                                 | Franz Hubertus von Dalwigk zu Lichtenfels        | Zentrum                                          |                                                  |
| Rheinprovinz – Regierungsbezirk Koblenz               |                                                                                     |                                                  |                                                  |                                                  |
| 1                                                     | Wetzlar, Altenkirchen                                                               | Eduard Klein                                     | NLP                                              |                                                  |
| 2                                                     | Neuwied                                                                             | Hermann Joseph Bender                            | Zentrum                                          |                                                  |
| 3                                                     | Koblenz, St. Goar                                                                   | Georg von Hertling                               | Zentrum                                          |                                                  |
| 4                                                     | Kreuznach, Simmern                                                                  | Heinrich von Treitschke                          | NLP                                              |                                                  |
| 5                                                     | Mayen, Ahrweiler                                                                    | Friedrich Franz Kochann                          | Zentrum                                          |                                                  |
| 6                                                     | Adenau, Cochem, Zell                                                                | Andreas von Grand-Ry                             | Zentrum                                          |                                                  |
| Rheinprovinz – Regierungsbezirk Trier                 |                                                                                     |                                                  |                                                  |                                                  |
| 1                                                     | Daun, Bitburg, Prüm                                                                 | Christoph Ernst Friedrich von Forcade de Biaix   | Zentrum                                          |                                                  |
| 2                                                     | Wittlich, Bernkastel                                                                | Christian Dieden                                 | Zentrum                                          |                                                  |
| 3                                                     | Trier                                                                               | Paul Majunke                                     | Zentrum                                          |                                                  |
| 4                                                     | Saarlouis, Merzig, Saarburg                                                         | Bartholomäus Haanen                              | Zentrum                                          |                                                  |
| 5                                                     | Saarbrücken                                                                         | Gustav Pfaehler                                  | NLP                                              |                                                  |
| 6                                                     | Ottweiler, St. Wendel, Meisenheim                                                   | Carl Ferdinand von Stumm-Halberg                 | DRP                                              |                                                  |
| Rheinprovinz – Regierungsbezirk Aachen                |                                                                                     |                                                  |                                                  |                                                  |
| 1                                                     | Schleiden, Malmedy, Montjoie                                                        | Heinrich Franssen                                | Zentrum                                          |                                                  |
| 2                                                     | Eupen, Aachen-Land                                                                  | Adam Bock                                        | Zentrum                                          |                                                  |
| 3                                                     | Aachen-Stadt                                                                        | Victor Gielen                                    | Zentrum                                          |                                                  |
| 4                                                     | Düren, Jülich                                                                       | Alfred von Hompesch                              | Zentrum                                          |                                                  |
| 5                                                     | Geilenkirchen, Heinsberg, Erkelenz                                                  | Hermann Ariovist von Fürth                       | Zentrum                                          |                                                  |
| Hohenzollernsche Lande – Regierungsbezirk Sigmaringen |                                                                                     |                                                  |                                                  |                                                  |
| 1                                                     | Sigmaringen, Hechingen                                                              | Johann Evangelist Maier                          | Zentrum                                          |                                                  |

### Bayern
| Königreich Bayern | Königreich Bayern                                                                                            | Königreich Bayern                        | Königreich Bayern | Königreich Bayern |
| Oberbayern        | Oberbayern                                                                                                   | Oberbayern                               | Oberbayern        | Oberbayern        |
| ----------------- | --- | ---------------------------------------- | ----------------- | ----------------- |
| 1                 | München I (Altstadt, Lehel, Maxvorstadt)                                                                     | Kaspar Ruppert                           | Zentrum           |                   |
| 2                 | München II (Isarvorstadt, Ludwigsvorstadt, Au, Haidhausen, Giesing), München-Land, Starnberg, Wolfratshausen | Anton Westermayer                        | Zentrum           |                   |
| 3                 | Aichach, Friedberg, Dachau, Schrobenhausen                                                                   | Sigmund von Pfetten-Arnbach              | Zentrum           |                   |
| 4                 | Ingolstadt, Freising, Pfaffenhofen                                                                           | Peter Karl von Aretin                    | Zentrum           |                   |
| 5                 | Wasserburg, Erding, Mühldorf                                                                                 | Maximilian Freiherr von Soden-Fraunhofen | Zentrum           |                   |
| 6                 | Weilheim, Werdenfels, Bruck, Landsberg, Schongau                                                             | Ferdinand von Miller                     | Zentrum           |                   |
| 7                 | Rosenheim, Ebersberg, Miesbach, Tölz                                                                         | Gregor Fichtner                          | Zentrum           |                   |
| 8                 | Traunstein, Laufen, Berchtesgaden, Altötting                                                                 | Karl Senestrey                           | Zentrum           |                   |
| Niederbayern      | |                                          |                   |                   |
| 1                 | Landshut, Dingolfing, Vilsbiburg                                                                             | Karl von Ow                              | Zentrum           |                   |
| 2                 | Straubing, Bogen, Landau, Vilshofen                                                                          | Conrad von Preysing                      | Zentrum           |                   |
| 3                 | Passau, Wegscheid, Wolfstein, Grafenau                                                                       | Adolf Krätzer                            | Zentrum           |                   |
| 4                 | Pfarrkirchen, Eggenfelden, Griesbach                                                                         | Johannes Arbinger                        | Zentrum           |                   |
| 5                 | Deggendorf, Regen, Viechtach, Kötzting                                                                       | Aloys Hafenbrädl                         | Zentrum           |                   |
| 6                 | Kelheim, Rottenburg, Mallersdorf                                                                             | Karl Anton Lang                          | Zentrum           |                   |
| Pfalz             | |                                          |                   |                   |
| 1                 | Speyer, Ludwigshafen, Frankenthal                                                                            | Ludwig Groß                              | Unabh. Liberaler  |                   |
| 2                 | Landau, Neustadt an der Haardt                                                                               | Ludwig Andreas Jordan                    | NLP               |                   |
| 3                 | Germersheim, Bergzabern                                                                                      | Moritz Bolza                             | NLP               |                   |
| 4                 | Zweibrücken, Pirmasens                                                                                       | Karl Schmidt                             | NLP               |                   |
| 5                 | Homburg, Kusel                                                                                               | Franz Armand Buhl                        | NLP               |                   |
| 6                 | Kaiserslautern, Kirchheimbolanden                                                                            | August Zinn                              | Unabh. Liberaler  |                   |
| Oberpfalz         | |                                          |                   |                   |
| 1                 | Regensburg, Burglengenfeld, Stadtamhof                                                                       | Johann Brückl                            | Zentrum           |                   |
| 2                 | Amberg, Nabburg, Sulzbach, Eschenbach                                                                        | Franz Rußwurm                            | Zentrum           |                   |
| 3                 | Neumarkt, Velburg, Hemau                                                                                     | Johann Michael Triller                   | Zentrum           |                   |
| 4                 | Neunburg, Waldmünchen, Cham, Roding                                                                          | Michael Datzl                            | Zentrum           |                   |
| 5                 | Neustadt a. d. Waldnaab, Vohenstrauß, Tirschenreuth                                                          | Joseph Lindner                           | Zentrum           |                   |
| Oberfranken       | |                                          |                   |                   |
| 1                 | Hof, Naila, Rehau, Münchberg                                                                                 | Friedrich von Schauß                     | NLP               |                   |
| 2                 | Bayreuth, Wunsiedel, Berneck                                                                                 | Friedrich von Feustel                    | NLP               |                   |
| 3                 | Forchheim, Kulmbach, Pegnitz, Ebermannstadt                                                                  | Chlodwig zu Hohenlohe-Schillingsfürst    | DRP               |                   |
| 4                 | Kronach, Staffelstein, Lichtenfels, Stadtsteinach, Teuschnitz                                                | Max von Lerchenfeld                      | DRP               |                   |
| 5                 | Bamberg, Höchstadt                                                                                           | Heinrich Horneck von Weinheim            | Zentrum           |                   |
| Mittelfranken     | |                                          |                   |                   |
| 1                 | Nürnberg | Siegmund Günther                         | DFP               |                   |
| 2                 | Erlangen, Fürth, Hersbruck                                                                                   | Heinrich Marquardsen                     | NLP               |                   |
| 3                 | Ansbach, Schwabach, Heilsbronn                                                                               | Karl Maurer                              | NLP               |                   |
| 4                 | Eichstätt, Beilngries, Weissenburg                                                                           | Albert Stöckl                            | Zentrum           |                   |
| 5                 | Dinkelsbühl, Gunzenhausen, Feuchtwangen                                                                      | Gottfried von Feder                      | Unabh. Liberaler  |                   |
| 6                 | Rothenburg ob der Tauber, Neustadt an der Aisch                                                              | Friedrich Pabst                          | NLP               |                   |
| Unterfranken      | |                                          |                   |                   |
| 1                 | Aschaffenburg, Alzenau, Obernburg, Miltenberg                                                                | Thomas Hauck                             | Zentrum           |                   |
| 2                 | Kitzingen, Gerolzhofen, Ochsenfurt, Volkach                                                                  | Friedrich Carl von Schönborn-Wiesentheid | Zentrum           |                   |
| 3                 | Lohr, Karlstadt, Hammelburg, Marktheidenfeld, Gemünden                                                       | Georg Arbogast von und zu Franckenstein  | Zentrum           |                   |
| 4                 | Neustadt an der Saale, Brückenau, Mellrichstadt, Königshofen, Kissingen                                      | Gustav von Habermann                     | Zentrum           |                   |
| 5                 | Schweinfurt, Haßfurt, Ebern                                                                                  | Friedrich von Luxburg                    | DRP               |                   |
| 6                 | Würzburg | Ludwig von Zu Rhein                      | Zentrum           |                   |
| Schwaben          | |                                          |                   |                   |
| 1                 | Augsburg, Wertingen                                                                                          | Andreas Freytag                          | Zentrum           |                   |
| 2                 | Donauwörth, Nördlingen, Neuburg                                                                              | Max Mayer                                | Zentrum           |                   |
| 3                 | Dillingen, Günzburg, Zusmarshausen                                                                           | Hartmann Fugger von Kirchberg            | Zentrum           |                   |
| 4                 | Illertissen, Neu-Ulm, Memmingen, Krumbach                                                                    | Ludwig von Aretin                        | Zentrum           |                   |
| 5                 | Kaufbeuren, Mindelheim, Oberdorf, Füssen                                                                     | Matthias Merkle                          | Zentrum           |                   |
| 6                 | Immenstadt, Sonthofen, Kempten (Allgäu), Lindau                                                              | Joseph Völk                              | NLP               |                   |

### Sachsen
| Königreich Sachsen | Königreich Sachsen                          | Königreich Sachsen                 | Königreich Sachsen | Königreich Sachsen |
| ------------------ | ------------------------------------------- | ---------------------------------- | ------------------ | ------------------ |
| 1                  | Zittau                                      | Hermann Rentzsch                   | NLP                |                    |
| 2                  | Löbau                                       | Emil Grützner                      | DKP                |                    |
| 3                  | Bautzen, Kamenz, Bischofswerda              | Theodor Reich                      | DKP                |                    |
| 4                  | Dresden rechts der Elbe, Radeberg, Radeburg | Friedrich von Schwarze             | DRP                |                    |
| 5                  | Dresden links der Elbe                      | August Bebel                       | SAP                |                    |
| 6                  | Dresden-Land links der Elbe, Dippoldiswalde | Karl Gustav Ackermann              | DKP                |                    |
| 7                  | Meißen, Großenhain, Riesa                   | Gustav Richter                     | DRP                |                    |
| 8                  | Pirna, Sebnitz                              | Arthur Eysoldt                     | DFP                |                    |
| 9                  | Freiberg, Hainichen                         | Max Kayser                         | SAP                |                    |
| 10                 | Döbeln, Nossen, Leisnig                     | Wilhelm Schaffrath                 | DFP                |                    |
| 11                 | Oschatz, Wurzen, Grimma                     | Theodor Günther                    | DRP                |                    |
| 12                 | Leipzig-Stadt                               | Eduard Stephani                    | NLP                |                    |
| 13                 | Leipzig-Land, Taucha, Markranstädt, Zwenkau | Johann Gottfried Dietze            | DRP                |                    |
| 14                 | Borna, Geithain, Rochlitz                   | Arnold Woldemar von Frege-Weltzien | DKP                |                    |
| 15                 | Mittweida, Frankenberg, Augustusburg        | Julius Vahlteich                   | SAP                |                    |
| 16                 | Chemnitz                                    | Louis Wilhelm Vopel                | NLP                |                    |
| 17                 | Glauchau, Meerane, Hohenstein-Ernstthal     | Wilhelm Bracke                     | SAP                |                    |
| 18                 | Zwickau, Crimmitschau, Werdau               | Lothar Streit                      | DFP                |                    |
| 19                 | Stollberg, Schneeberg                       | Wilhelm Liebknecht                 | SAP                |                    |
| 20                 | Marienberg, Zschopau                        | Philipp Wiemer                     | SAP                |                    |
| 21                 | Annaberg, Schwarzenberg, Johanngeorgenstadt | Eugen Holtzmann                    | NLP                |                    |
| 22                 | Auerbach, Reichenbach                       | Johann Theodor Schmiedel           | DRP                |                    |
| 23                 | Plauen, Oelsnitz, Klingenthal               | Gustav Landmann                    | NLP                |                    |

### Württemberg
| Königreich Württemberg | Königreich Württemberg                        | Königreich Württemberg           | Königreich Württemberg | Königreich Württemberg |
| ---------------------- | --------------------------------------------- | -------------------------------- | ---------------------- | ---------------------- |
| 1                      | Stuttgart                                     | Julius Hölder                    | NLP                    |                        |
| 2                      | Cannstatt, Ludwigsburg, Marbach, Waiblingen   | Karl von Varnbüler               | DRP                    |                        |
| 3                      | Heilbronn, Besigheim, Brackenheim, Neckarsulm | Georg Härle                      | DtVP                   |                        |
| 4                      | Böblingen, Vaihingen, Leonberg, Maulbronn     | Otto von Knapp                   | DRP                    |                        |
| 5                      | Esslingen, Nürtingen, Kirchheim, Urach        | Hermann von Werner               | DRP                    |                        |
| 6                      | Reutlingen, Tübingen, Rottenburg              | Friedrich Ludwig von Geß         | DRP                    |                        |
| 7                      | Nagold, Calw, Neuenbürg, Herrenberg           | Julius Staelin                   | DRP                    |                        |
| 8                      | Freudenstadt, Horb, Oberndorf, Sulz           | Hans von Ow                      | DRP                    |                        |
| 9                      | Balingen, Rottweil, Spaichingen, Tuttlingen   | Ludwig Schwarz                   | DFP                    |                        |
| 10                     | Gmünd, Göppingen, Welzheim, Schorndorf        | Max Römer                        | NLP                    |                        |
| 11                     | Hall, Backnang, Öhringen, Weinsberg           | Gustav von Bühler                | DRP                    |                        |
| 12                     | Gerabronn, Crailsheim, Mergentheim, Künzelsau | Hermann zu Hohenlohe-Langenburg  | DRP                    |                        |
| 13                     | Aalen, Gaildorf, Neresheim, Ellwangen         | Franz Xaver Leonhard             | Zentrum                |                        |
| 14                     | Ulm, Heidenheim, Geislingen                   | Karl von Heim                    | DRP                    |                        |
| 15                     | Ehingen, Blaubeuren, Laupheim, Münsingen      | Karl von Schmid                  | DRP                    |                        |
| 16                     | Biberach, Leutkirch, Waldsee, Wangen          | Cajetan von Bissingen-Nippenburg | Zentrum                |                        |
| 17                     | Ravensburg, Tettnang, Saulgau, Riedlingen     | Constantin von Waldburg-Zeil     | Zentrum                |                        |

### Baden
| Großherzogtum Baden | Großherzogtum Baden                          | Großherzogtum Baden            | Großherzogtum Baden | Großherzogtum Baden |
| ------------------- | -------------------------------------------- | ------------------------------ | ------------------- | ------------------- |
| 1                   | Konstanz, Überlingen, Stockach               | Franz Xaver Heilig             | NLP                 |                     |
| 2                   | Donaueschingen, Villingen                    | Robert Gerwig                  | NLP                 |                     |
| 3                   | Waldshut, Säckingen, Neustadt im Schwarzwald | Ernst Friedrich Krafft         | NLP                 |                     |
| 4                   | Lörrach, Müllheim                            | Markus Pflüger                 | NLP                 |                     |
| 5                   | Freiburg, Emmendingen                        | Otto Waenker von Dankenschweil | Zentrum             |                     |
| 6                   | Lahr, Wolfach                                | Karl Heinrich Dreyer           | NLP                 |                     |
| 7                   | Offenburg, Kehl                              | Carl Baer                      | NLP                 |                     |
| 8                   | Rastatt, Bühl, Baden-Baden                   | Franz Xaver Lender             | Zentrum             |                     |
| 9                   | Pforzheim, Ettlingen                         | Casimir Rudolf Katz            | DKP                 |                     |
| 10                  | Karlsruhe, Bruchsal                          | Adolf von Marschall            | DKP                 |                     |
| 11                  | Mannheim                                     | Wilhelm Kopfer                 | DtVP                |                     |
| 12                  | Heidelberg, Mosbach                          | Wilhelm Blum                   | NLP                 |                     |
| 13                  | Bretten, Sinsheim                            | Friedrich Kiefer               | NLP                 |                     |
| 14                  | Tauberbischofsheim, Buchen                   | Franz von und zu Bodman        | Zentrum             |                     |

### Hessen
| Großherzogtum Hessen | Großherzogtum Hessen                               | Großherzogtum Hessen         | Großherzogtum Hessen | Großherzogtum Hessen |
| -------------------- | -------------------------------------------------- | ---------------------------- | -------------------- | -------------------- |
| 1                    | Gießen, Grünberg, Nidda                            | Adalbert Nordeck zur Rabenau | DRP                  |                      |
| 2                    | Friedberg, Büdingen, Vilbel                        | Bernhard Schroeder           | NLP                  |                      |
| 3                    | Lauterbach, Alsfeld, Schotten                      | Karl von Gareis              | NLP                  |                      |
| 4                    | Darmstadt, Groß-Gerau                              | Wilhelm Büchner              | DFP                  |                      |
| 5                    | Offenbach, Dieburg                                 | Friedrich Dernburg           | NLP                  |                      |
| 6                    | Erbach, Bensheim, Lindenfels, Neustadt im Odenwald | Georg Martin                 | NLP                  |                      |
| 7                    | Worms, Heppenheim, Wimpfen                         | Joseph Görz                  | NLP                  |                      |
| 8                    | Bingen, Alzey                                      | Ludwig Bamberger             | NLP                  |                      |
| 9                    | Mainz, Oppenheim                                   | Christoph Moufang            | Zentrum              |                      |

### Kleinstaaten
| Großherzogtum Mecklenburg-Schwerin    | Großherzogtum Mecklenburg-Schwerin                                | Großherzogtum Mecklenburg-Schwerin   | Großherzogtum Mecklenburg-Schwerin | Großherzogtum Mecklenburg-Schwerin |
| ------------------------------------- | ----------------------------------------------------------------- | ------------------------------------ | ---------------------------------- | ---------------------------------- |
| 1                                     | Hagenow, Grevesmühlen                                             | Friedrich Witte                      | NLP                                |                                    |
| 2                                     | Schwerin, Wismar                                                  | Otto Büsing                          | NLP                                |                                    |
| 3                                     | Parchim, Ludwigslust                                              | Moritz Wiggers                       | DFP                                |                                    |
| 4                                     | Waren, Malchin                                                    | Adolf von Plessen                    | DKP                                |                                    |
| 5                                     | Rostock, Doberan                                                  | Michael Baumgarten                   | DFP                                |                                    |
| 6                                     | Güstrow, Ribnitz                                                  | Julius Wiggers                       | Unabh. Liberaler                   |                                    |
| Großherzogtum Sachsen-Weimar-Eisenach |                                                                   |                                      |                                    |                                    |
| 1                                     | Weimar, Apolda                                                    | Carl von Schwendler                  | DRP                                |                                    |
| 2                                     | Eisenach, Dermbach                                                | Friedrich Sommer                     | NLP                                |                                    |
| 3                                     | Jena, Neustadt an der Orla                                        | Rudolph von Delbrück                 | Unabh. Liberaler                   |                                    |
| Großherzogtum Mecklenburg-Strelitz    |                                                                   |                                      |                                    |                                    |
| 1                                     | Neustrelitz, Neubrandenburg, Schönberg                            | Fritz von Dewitz                     | DKP                                |                                    |
| Großherzogtum Oldenburg               |                                                                   |                                      |                                    |                                    |
| 1                                     | Oldenburg, Eutin, Birkenfeld                                      | Werner Lentz                         | NLP                                |                                    |
| 2                                     | Jever, Brake, Westerstede, Varel, Elsfleth, Landwürden            | Diedrich Roggemann                   | NLP                                |                                    |
| 3                                     | Vechta, Delmenhorst, Cloppenburg, Wildeshausen, Berne, Friesoythe | Ferdinand Heribert von Galen         | Zentrum                            |                                    |
| Herzogtum Braunschweig                |                                                                   |                                      |                                    |                                    |
| 1                                     | Braunschweig, Blankenburg                                         | Wilhelm Bode                         | NLP                                |                                    |
| 2                                     | Helmstedt, Wolfenbüttel                                           | August Kuntzen                       | NLP                                |                                    |
| 3                                     | Holzminden, Gandersheim                                           | Franz August Schenk von Stauffenberg | NLP                                |                                    |
| Herzogtum Sachsen-Meiningen           |                                                                   |                                      |                                    |                                    |
| 1                                     | Meiningen, Hildburghausen                                         | Eduard Rückert                       | NLP                                |                                    |
| 2                                     | Sonneberg, Saalfeld                                               | Eduard Lasker                        | NLP                                |                                    |
| Herzogtum Sachsen-Altenburg           |                                                                   |                                      |                                    |                                    |
| 1                                     | Altenburg, Roda                                                   | Karl Findeisen                       | DRP                                |                                    |
| Herzogtum Sachsen-Coburg-Gotha        |                                                                   |                                      |                                    |                                    |
| 1                                     | Coburg                                                            | Friedrich Forkel                     | NLP                                |                                    |
| 2                                     | Gotha                                                             | Ernst Adolph Mueller                 | DFP                                |                                    |
| Herzogtum Anhalt                      |                                                                   |                                      |                                    |                                    |
| 1                                     | Dessau, Zerbst                                                    | Ludwig von Cuny                      | NLP                                |                                    |
| 2                                     | Bernburg, Köthen, Ballenstedt                                     | Wilhelm Oechelhäuser                 | NLP                                |                                    |
| Fürstentum Schwarzburg-Rudolstadt     |                                                                   |                                      |                                    |                                    |
| 1                                     | Königsee, Frankenhausen                                           | Eduard Knoch                         | NLP                                |                                    |
| Fürstentum Schwarzburg-Sondershausen  |                                                                   |                                      |                                    |                                    |
| 1                                     | Sondershausen, Arnstadt, Gehren, Ebeleben                         | Otto Reinhardt                       | DRP                                |                                    |
| Fürstentum Waldeck-Pyrmont            |                                                                   |                                      |                                    |                                    |
| 1                                     | Waldeck, Pyrmont                                                  | Friedrich Boettcher                  | NLP                                |                                    |
| Fürstentum Reuß älterer Linie         |                                                                   |                                      |                                    |                                    |
| 1                                     | Greiz, Burgk                                                      | Carl Anton Merz                      | DKP                                |                                    |
| Fürstentum Reuß jüngerer Linie        |                                                                   |                                      |                                    |                                    |
| 1                                     | Gera, Schleiz                                                     | Karl Bernhard Jäger                  | NLP                                |                                    |
| Fürstentum Schaumburg-Lippe           |                                                                   |                                      |                                    |                                    |
| 1                                     | Bückeburg, Stadthagen                                             | Hermann Henrich Meier                | NLP                                |                                    |
| Fürstentum Lippe                      |                                                                   |                                      |                                    |                                    |
| 1                                     | Detmold, Lemgo                                                    | Wilhelm Büxten                       | DFP                                |                                    |
| Hansestadt Lübeck                     |                                                                   |                                      |                                    |                                    |
| 1                                     | Lübeck                                                            | Karl Peter Klügmann                  | NLP                                |                                    |
| Freie Hansestadt Bremen               |                                                                   |                                      |                                    |                                    |
| 1                                     | Bremen, Bremerhaven                                               | Alexander Georg Mosle                | NLP                                |                                    |
| Freie und Hansestadt Hamburg          |                                                                   |                                      |                                    |                                    |
| 1                                     | Neustadt, St. Pauli                                               | Rudolf Heinrich Möring               | NLP                                |                                    |
| 2                                     | Altstadt, St. Georg, Hammerbrook                                  | Carl Bauer                           | NLP                                |                                    |
| 3                                     | Vororte und Landherrenschaften                                    | Isaac Wolffson                       | NLP                                |                                    |

### Elsaß-Lothringen
| Reichsland Elsaß-Lothringen | Reichsland Elsaß-Lothringen | Reichsland Elsaß-Lothringen | Reichsland Elsaß-Lothringen | Reichsland Elsaß-Lothringen |
| --------------------------- | --------------------------- | --------------------------- | --------------------------- | --------------------------- |
| 1                           | Altkirch, Thann             | Landolin Winterer           | Els.-Lothringer             |                             |
| 2                           | Mülhausen                   | Johann Dollfus              | Els.-Lothringer             |                             |
| 3                           | Kolmar                      | Charles Grad                | Els.-Lothringer             |                             |
| 4                           | Gebweiler                   | Joseph Guerber              | Els.-Lothringer             |                             |
| 5                           | Rappoltsweiler              | Jacob Ignatius Simonis      | Els.-Lothringer             |                             |
| 6                           | Schlettstadt                | Louis Heckmann-Stintzy      | Els.-Lothringer             |                             |
| 7                           | Molsheim, Erstein           | Achille Rack                | Els.-Lothringer             |                             |
| 8                           | Straßburg-Stadt             | Jacques Kablé               | Els.-Lothringer             |                             |
| 9                           | Straßburg-Land              | Jean North                  | Els.-Lothringer             |                             |
| 10                          | Hagenau, Weißenburg         | Alfred Schmitt-Batiston     | Els.-Lothringer             |                             |
| 11                          | Zabern                      | Carl August Schneegans      | Els.-Lothringer             |                             |
| 12                          | Saargemünd, Forbach         | Eduard Jaunez               | Els.-Lothringer             |                             |
| 13                          | Bolchen, Diedenhofen        | Eugène Lorette              | Els.-Lothringer             |                             |
| 14                          | Metz                        | Paul Bezanson               | Els.-Lothringer             |                             |
| 15                          | Saarburg, Chateau-Salins    | Charles Germain             | Els.-Lothringer             |                             |

## Die Fraktionen des 4.Reichstags
Im 4. Reichstag schlossen sich mehrere Abgeordnete nicht der Fraktion ihrer eigentlichen Partei an und blieben zum Teil fraktionslos. Die DHP-Abgeordnete traten der Zentrumsfraktion bei. Am Beginn der Legislaturperiode besaßen die Reichstagsfraktionen die folgende Stärke:
| Zentrum             | 103 |
| Nationalliberale    | 97  |
| Deutschkonservative | 59  |
| Freikonservative    | 56  |
| Fortschrittspartei  | 26  |
| Polen               | 14  |
| Sozialdemokraten    | 9   |
| Fraktionslose       | 33  |

Im weiteren Verlauf der Legislaturperiode änderte sich aufgrund von Nachwahlen und Fraktionswechseln mehrfach die Stärke der einzelnen Fraktionen.